# Indexació web
Indexació web o indexació a Internet es refereix a la incorporació del contingut d'un lloc web a l'índex d'Internet.
La indexació web implica l'assignació de paraules clau o frases a pàgines web o llocs web dins d'un camp de metadades (metaetiquetes), de manera que els llocs web poden ser recuperats amb un motor de cerca que es personalitza per buscar el camp de paraules clau. Per millorar la indexació d'un lloc web específic existeixen diversos mètodes coneguts en l'entorn de SEO (Search Engine Optimization), utilitzant diferents tècniques perquè la posició del lloc web augmenti d'acord amb les paraules que l'usuari introdueix per a fer una cerca.
Determinats llocs web o intranet poden utilitzar un índex de back-of-the-book, mentre que els diferents motors de cerca existnts solen utilitzar paraules clau i metadades per proporcionar un vocabulari més útil per a Internet o la recerca en el lloc. Amb l'augment en el nombre de publicacions periòdiques que tenen els articles en línia, la indexació web també està adquirint importància per als llocs web de diaris o revistes amb contingut actualitzat.
ISO defineix el concepte d'indexació a la seva norma ISO 5963-1985 com l'acció d'analitzar un document pel que fa al seu contingut, el qual consta de tres etapes principals:
- Anàlisi del document i definició del seu contingut
- Identificació i selecció dels termes principals del contingut
- Selecció dels termes d'indexació

Per tal d'indexar en un entorn web tancat, es pot precisar la utilització dels llenguatges documentals o controlats, els quals representen el contingut d'un document o un conjunt de documents i en faciliten el procés de cerca i la recuperació.
Per indexar en un entorn web lliure no són necessaris els llenguatges controlats perquè no existeix cap mena de control sobre els termes utilitzats.

## Tipus d'indexació

### Manual
La indexació manual és la que realitza una persona manualment. És el mètode més senzill però el que requereix més temps i dedicació. L'encarregat d'indexar ha d'analitzar tot el recurs i trobar les característiques i matèries rellevants per després inserir-ho manualment en una base de dades.

### Automàtic
És el mètode més complicat i més ràpid en el temps, però també és el menys fiable. Aquest mètode consisteix en la indexació dels continguts mitjançant programari. Aquesta indexació es pot fer a mesura que els continguts són enregistrats o mitjançant un processament de dades que utilitzi tècniques informàtiques capaces d'extreure les característiques diferenciadores del contingut.

### Social
És una evolució del mètode d'indexació manual. El duen a terme persones de forma col·lectiva, i no de forma individual com en el cas anterior. La informació que ha de ser indexada és processada per qualsevol usuari amb accés a la base de dades i, per tant, entre tots troben les característiques més importants i l'etiqueten. La cooperació entre tots aquests usuaris permeten una millor qualitat de la indexació.
Aquest mètode està guanyant popularitat gràcies a la implementació a tot el món d'Internet en l'última dècada i a l'aparició de comunitats virtuals.

### Taula comparativa dels diferents mètodes d'indexació
|                   | Indexació Manual | Indexació Social | Indexació Automàtica |
| ----------------- | ---------------- | ---------------- | -------------------- |
| Complexitat       | Baixa            | Mitjana          | Alta                 |
| Inversió de temps | Alta             | Mitjana          | Baixa                |
| Fiabilitat        | Mitjana          | Alta             | Baixa                |

## Indexació Audiovisual
La indexació audiovisual consisteix en la generació d'etiquetes descriptives de material audiovisual que es basen en uns continguts creats prèviament. Emprant l'etiquetatge d'informació (metadades), aquesta indexació permet fer cerques de material de forma ràpida i eficaç. El desenvolupament tecnològic ha propiciat la creació de grans quantitats de bases de tipologia diversa. Les dades audiovisuals es poden indexar a les biblioteques digitals.
De la mateixa manera que a les biblioteques tradicionals, les dades audiovisuals estaran ordenades i classificades segons diferents criteris, com per exemple: el tipus d'informació, matèries, ordre alfabètic, etc. Aquest ordre s'haurà de mantenir amb el pas dels anys per les futures cerques que es puguin realitzar. Per tant, podem entendre també la indexació com una forma de catalogació i classificació.